# Vena basilica
La vena basilica è una delle due grandi vene superficiali dell'arto superiore, assieme alla vena cefalica. È posta medialmente rispetto a questa ed è facilmente riconoscibile a occhio nudo in quasi tutta la sua lunghezza, in virtù della posizione ipodermica. Il suo nome deriva dal greco βασιλικός, basilikós, ossia regale e per estensione principale, in quanto è il vaso più grande e che sostiene il più consistente flusso di sangue fra quelli superficiali dell'arto superiore. Il suo diametro aumenta gradualmente nella risalita verso la spalla, passando dai circa 2 mm nella regione del gomito ai 5 mm che si osservano nel braccio.
I rapporti di diametro fra vena basilica, vena cefalica e vena brachiale, che variano considerevolmente a seconda dei soggetti, assume particolare importanza nell'intervento chirurgico della fistola di Cimino-Brescia, predisponente all'emodialisi di trattamento dell'insufficienza renale cronica (data ad esempio da rene policistico o diabete mellito). Anche se, infatti, l'intervento normalmente prevede l'instaurazione di un collegamento fra arteria radiale e vena cefalica, in alternativa si può agire più prossimalmente con la trasposizione della vena basilica, o meno frequentemente della brachiale, nell'arteria brachiale.
È dotata di valvole, mediamente 6 o 7, che aiutano il ritorno del sangue contro gravità. Tendenzialmente sono bicuspidi ed equamente distribuite nelle due vene omolaterali e nelle loro porzioni più superficiali e profonde.

## Percorso
L'origine della vena basilica, a livello del polso, avviene nell'ambito del raccoglimento del sangue venoso della parte mediale o ulnare della rete venosa del dorso della mano. In particolar modo drena l'anulare e il mignolo, anche se le estese connessioni non rendono obbligato il ritorno del sangue delle dita.
Nell'avambraccio si mantiene postero-mediale, esternamente alla fascia antibrachiale. Si inclina anteriormente nell'instaurare un complesso sistema di connessioni con le altre vene superficiali a livello del gomito, particolarmente variabile, che può comprendere una vena basilica mediana o intermedia.
La vena basilica supera il gomito compresa fra il muscolo bicipite e il pronatore rotondo. Percorre il primo tratto del braccio, mantenendosi sempre medialmente, in posizione superficiale, ma a circa un terzo si infila nella fascia brachiale. Il tratto terminale, ovverosia prossimale, giunto nella regione della spalla, continua come vena ascellare, mantenendo la direzione che la porta verso la clavicola, quindi approfondendosi. Il passaggio vena basilica-vena ascellare è fissato convenzionalmente al superamento del muscolo grande rotondo, oppure alla convergenza con la vena brachiale, che comunque avviene in questa zona.

## Tributarie
Nel drenare direttamente il sangue di parte rete venosa dorsale della mano, fisiologicamente più rilevante di quella palmare, si fa carico di un'importante porzione del ritorno venoso dell'arto superiore.
Il flusso ematico, assieme al calibro stesso del vaso, aumenta di netto a livello del gomito, in quanto riceve gran parte del sangue della vena mediana (raccoglie il sangue della superficie palmare della mano). Si tratta, in effetti, della tributaria di maggiore entità della vena basilica che, tramite una comunicante, è in continuità anche con la vena cefalica. A livello del gomito le due vene superficiali principali dell'arto superiore sono così connesse, in un punto di facile repere, in particolar modo perché sede privilegiata dei prelievi di sangue.
Numerose sono, nel corso di tutta la lunghezza della vena basilica, le anastomosi con i sistemi venosi profondi dipendenti dalla vena brachiale, che tende a presentarsi sotto forma di più vasi satelliti all'omonima arteria. Queste comunicanti trasportano nella vena basilica parte del sangue anche delle strutture profonde dell'arto.